# Gomphidia t-nigrum
Gomphidia t-nigrum – gatunek ważki z rodziny gadziogłówkowatych (Gomphidae).